# Medicina ortomolecular
La medicina ortomolecular és un tipus de medicina alternativa, que parteix de l'objectiu de garantir la salut humana a través de suplements nutritius. El concepte es basa en la idea de l'existència d'un entorn nutritiu òptim en el cos i suggereix que les malalties reflecteixen deficiències d'aquest entorn. El tractament de les malalties segons aquesta visió implica provar de corregir «els desequilibris o les deficiències basades en la bioquímica individual» fent ús de substàncies com vitamines, minerals, aminoàcids, elements traça i àcids grassos. Les idees darrere de la medicina ortomolecular no tenen evidència mèdica i la teràpia no és efectiva. La validesa del que s'anomena aproximació ortomolecular ha estat qüestionada des del 1970s.
L'aproximació ha rebut el nom a vegades de teràpia megavitamínica, perquè la pràctica va evolucionar, i en alguns casos encara utilitza, dosis de vitamines i minerals molt sovint més altes que la quantitat diària recomanada. Els practicants d'aquesta medicina també poden incorporar altres estils de tractament a les seves aproximacions, incloent-hi la restricció dietètica, megadosis de nutrients no vitamínics i medicaments convencionals. Els defensors d'aquestes teràpies argumenten que els nivells no òptims de certes substàncies poden causar problemes de salut més enllà de deficiències vitamíniques i consideren l'equilibri d'aquestes substàncies com una part integral de salut.
Linus Pauling va encunyar el terme «ortomolecular» els 1960s per donar entendre «les molècules correctes en les quantitats correctes» (orto- en grec vol dir «correcte»). Els practicants defensen que el tractament ha de basar-se en la bioquímica individual de cada pacient.
El consens científic i mèdic sosté que les afirmacions d'eficacia dels defensors d'aquesta medicina no són adequadament provades com a teràpies farmacològiques. Ha estat descrita com a dieta de culte i també com a frau mèdic. Els defensors acostumen a assenyalar fonts que donen suport als beneficis dels suplements de nutrients i a casos on la medicina convencional utilitza vitamines com a tractaments per algunes malalties.
No obstant això, el subministrament de vitamines en grans dosis ha estat associat a un major risc de malaltia cardiovascular, de càncer i, fins i tot, de mort. El consens científic és que, per a individus normals, una dieta equilibrada conté totes les vitamines i minerals necessaris, i que la suplementació rutinària no seria necessària, a menys que es diagnostiquin deficiències específiques.

## Psiquiatria ortomolecular
Una variant, la psiquiatria ortomolecular, encunyada pel mateix Pauling, defensaria que malalties com ara l'esquizofrènia tindrien la seva base, per exemple, en un excés d'oxidació de l'adrenalina en adrenocrom i adrenolutina, que en interactuar entre elles i el cervell, provocarien un mal funcionament d'aquest.
Segons alguns estudis, els símptomes de l'esquizofrènia es podrien contrarrestar amb megadosis de suplements dietètics, principalment la niacina (vitamina B3), però també altres nutrients.
Aquesta teoria va sorgir pel fet que la primera fase de la pel·lagra té gairebé els mateixos símptomes que l'esquizofrènia, només diferenciable la primera per lesions en la pell.
En el cas de l'esquizofrènia mereixeria considerar abans de res, més assajos clínics al respecte.
L'ús d'aquesta mena d'aproximacions per millorar el rendiment d'infants en edat escolar amb Síndrome de Down ha estat qüestionada com a ineficient.

## Polèmiques
El juliol de 2016 un jove valencià va morir després d'haver abandonat un tractament de leucèmia convencional per una pràctica ortomolecular. El gener de 2018 el practicant de medicina ortomolecular que va tractar el jove va ser absolt pel jutjat de València dels delictes d'intrusisme i d'homicidi per imprudència greu.
El juliol de 2018, el doctor Joaquim Bosch Barrera, de l'Institut d'Oncologia de Girona i de l'Hospital Trueta, va fer públic el cas d'una dona que va atendre per un càncer de mama, que va acabar en metàstasi i finalment en mort de la pacient, presumptament per la descura arran dels consells d'un practicant de la medicina ortomolecular.